# 清水バイパス

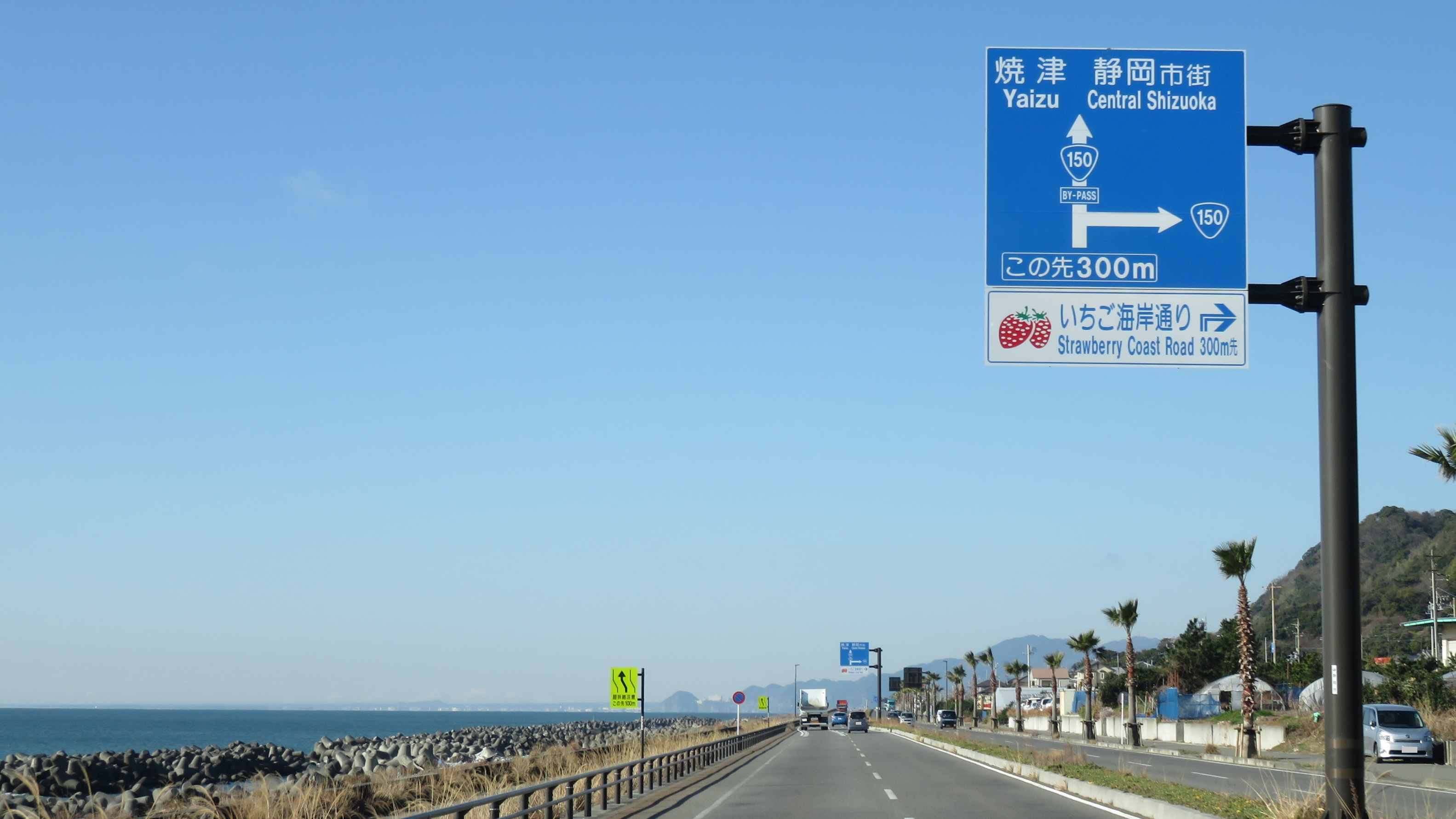
清水バイパス
静岡県静岡市清水区駒越西

清水バイパス（しみずバイパス）は、静岡県静岡市清水区南部を通る国道150号バイパスである。

## 概要
大半は駿河湾沿いの直線道路で信号が少ない。途中、静岡県道198号駒越富士見線（日本平・市立清水病院方面）と2018年3月25日に接続された。この場所は、下り線接続のための立体交差をつくると、防波堤としても機能している本線に穴（トンネル）を開けることになるため問題視されていた。

### 路線データ
- 起点：静岡市清水区駒越東町（静岡県道199号三保駒越線交点）
- 終点：静岡市清水区蛇塚（国道150号現道交点）
- 全長：4,170m
- 車線数：4車線

## 歴史
- 1994年（平成6年） - 事業着手
- 1998年（平成10年） - 駒越東町 - 駒越南町の現道拡幅工事（170 m）が完了。
- 2005年（平成17年） - 静岡市が県から事業を引き継ぐ。
- 2008年（平成20年）3月3日 - 駒越南町 - 蛇塚 のバイパス区間（4 km）が供用開始し、全線開通。

## 地理

### 通過する自治体
- 静岡県
  - 静岡市（清水区）

### 交差するバイパス
- 静岡バイパス（現道を経由）